# Digitaria debilis
Digitaria debilis är en gräsart som först beskrevs av René Louiche Desfontaines, och fick sitt nu gällande namn av Carl Ludwig von Willdenow. Digitaria debilis ingår i släktet fingerhirser, och familjen gräs. Inga underarter finns listade i Catalogue of Life.